# Coulags
Coulags (Schots-Gaelisch: Na Cùileagan) is een dorp in het westen van de Schotse lieutenancy Ross and Cromarty in het raadsgebied Highland.